# Trương Hồng Binh
Trương Hồng Binh (tiếng Trung giản thể: 张红兵, bính âm Hán ngữ: Zhāng Hóng Bīng, sinh tháng 1 năm 1966, người Hán) là tướng lĩnh Quân Giải phóng Nhân dân Trung Quốc. Ông là Thượng tướng Quân Giải phóng Nhân dân Trung Quốc, Ủy viên Ủy ban Trung ương Đảng Cộng sản Trung Quốc khóa XX, hiện là Chính ủy Lực lượng Vũ cảnh Trung Quốc. Ông nguyên là Chính ủy Lục quân Chiến khu Đông Bộ; Chính ủy Tập đoàn quân 76 Lục quân Chiến khu Tây Bộ.
Trương Hồng Binh là đảng viên Đảng Cộng sản Trung Quốc, ông có sự nghiệp gần 40 năm công tác ở các đơn vị lục quân, từng ở Chiến khu Trung Bộ, Tây Bộ, Đông Bộ trước khi trở thành lãnh đạo Lực lượng Vũ cảnh Trung Quốc.

## Xuất thân và giáo dục
Trương Hồng Bình sinh tháng 1 năm 1966 tại huyện Hàm Ninh, nay là địa cấp thị Hàm Ninh, tỉnh Hồ Bắc, Cộng hòa Nhân dân Trung Hoa. Ông lớn lên và tốt nghiệp phổ thông ở Hàm Ninh, theo học các khóa học quân sự tại trường quân sự trong những năm công tác, được kết nạp Đảng Cộng sản Trung Quốc vào năm 1986.

## Sự nghiệp

### Các giai đoạn
Trương Hồng Binh nhập ngũ Quân Giải phóng Nhân dân Trung Quốc vào năm 1984, tại lực lượng lục quân của Quân khu Tế Nam. Thời kỳ đầu, ông là quân nhân công tác ở các đơn vị chính trị của quân đội, là chính trị viên tiểu đoàn, chính ủy trung đoàn. Năm 2000, ông là Chính ủy Lữ đoàn 58 thuộc Tập đoàn quân 20, Lục quân Quân khu Tế Nam, sau đó là Phó Chủ nhiệm Bộ Chính trị của Tập đoàn quân 20. Năm 2013, ông được điều tới Tập đoàn quân 54, nay là Tập đoàn quân 83 Lục quân Chiến khu Trung Bộ, nhậm chức Chính ủy Sư đoàn 127. Đến đầu năm 2014, ông được điều chuyển về Tập đoàn quân 20 làm Chủ nhiệm Bộ Chính trị của Tập đoàn quân, được phong quân hàm Thiếu tướng Lục quân vào tháng 7 cùng năm.
Tháng 3 năm 2017, sau khi cải tổ lại hệ thống quân đội, thành lập các chiến khu, Trương Hồng Binh được điều chuyển tới Chiến khu Tây Bộ, nhậm chức Chính ủy Tập đoàn quân 76 Lục quân Chiến khu Tây Bộ. Đến tháng 12 năm 2019, ông được điều sang Chiến khu Đông Bộ, nhậm chức Chính ủy Lục quân Chiến khu Đông Bộ, được phong quân hàm Trung tướng Lục quân vào cùng thời gian.

### Lực lượng Vũ cảnh
Tháng 1 năm 2022, Quân ủy Trung ương quyết định điều chuyển Trương Hồng Binh tới Lực lượng Vũ cảnh, bổ nhiệm ông làm Chính ủy Lực lượng Cảnh sát Vũ trang Nhân dân Trung Quốc, đồng thời ông được nhà lãnh đạo Tập Cận Bình phong quân hàm Thượng tướng vào ngày 21 tháng 1 cùng năm. Giai đoạn đầu năm 2022, ông được bầu làm đại biểu tham gia Đại hội Đảng Cộng sản Trung Quốc lần thứ XX từ đoàn Quân Giải phóng và Vũ cảnh. Trong quá trình bầu cử tại đại hội, ông được bầu làm Ủy viên Ủy ban Trung ương Đảng Cộng sản Trung Quốc khóa XX.

## Lịch sử thụ phong quân hàm
| Quân hàm |             |             | Thượng tướng |  |  |  |  |  |  |  |  |
| Cấp bậc  | Thiếu tướng | Trung tướng | Thượng tướng |  |  |  |  |  |  |  |  |
|          |             |             |              |  |  |  |  |  |  |  |  |